# Mico de Noche
Mico de Noche est un groupe américain de sludge metal, originaire de Seattle, Washington DC. 

## Histoire
Mico de Noche débute en 2001 en tant que duo avec Donovan Stewart (anciennement Helltrout, Migas) à la batterie et au chant, et Michael Crum (également Helltrout, et anciennement AMQA) à la guitare et au chant. En 2003, Mico de Noche est nommé l'un des 10 meilleurs groupes de metal par le Seattle Weekly. Mico de Noche se produit au SXSW en 2004 et 2005, et au TotalFest de Wantage Records quatre fois de 2003 à 2006.
Le groupe enregistre Cherries tout au long de l'année 2006 en tant que projet collaboratif avec plusieurs musiciens invités. Les chansons de Cherries utilisent un accordage BADGBE non standard. En mars 2007, Mico de Noche ajoute Chad Baker (anciennement de Swelter, nomovingparts) à la basse afin de recréer le son d'ensemble de l'album lors des concerts. Cherries sort le 6 novembre 2007 sur le label Australian Cattle God à Austin, au Texas. Don Stewart passe de la batterie à la guitare au printemps 2008 et est remplacé à la batterie par Reno Dave. Stewart travaille également comme ingénieur du son et enregistre des projets de Big Business, Black Elk et Lozen. Stewart a également été le bassiste du groupe lors de la tournée des festivals And You Will Know Us by the Trail of Dead de l'été 2007.
En juillet 2009, Stonerrock.com annonce que Mico de Noche prévoyait de sortir un disque vinyle 10" comprenant des chansons de Mico de Noche et de Brothers of the Sonic Cloth (aka BOTSC), avec le pionnier du rock grunge Tad Doyle Le 8 août 2009, Mico de Noche participe à l'émission Audioasis de la chaîne radio locale KEXP et interprète plusieurs chansons en direct dans le studio. Le disque vinyle 10" Mico de Noche/BOTSC sort en octobre 2009 en 500 exemplaires, et contient deux chansons de Mico de Noche, Ganges et Misanthrope, et une chanson de Brothers of the Sonic Cloth. Le disque a reçu plusieurs critiques positives,,,, et figure sur de nombreuses listes Best of 2009.
Après avoir joué à la réception de mariage de Tad en 2010, Mico de Noche fait une pause de près d'un an. Pendant cette période, Reno Dave s'implique davantage dans son projet parallèle, Cody Foster Army (CFA). À la mi-2011, Mico de Noche reprend les répétitions et recommence à organiser des concerts. Dave Foster (anciennement de Nirvana, Helltrout, et contributeur sur Cherries de Mico de Noche) devient le batteur permanent, et plusieurs concerts ont lieu en 2011 et 2012.
Au début de l'année 2013, le groupe sort un nouvel EP vinyle 7 pouces contenant trois nouvelles chansons enregistrées par Stewart et mixées par Scott Evans du groupe Kowloon Walled City, originaire de la Bay Area. La version de téléchargement numérique de l'EP contenait une piste bonus enregistrée pendant les mêmes sessions. Le disque a reçu des critiques favorables et été salué pour sa vision moderne d'une ancienne époque de la musique heavy de la région de Seattle.

## Discographie
- 2002 : Stripper Wars (Perverted Son Records)
- 2003 : Pick-Up (Perverted Son Records)
- 2005 : Balls Deep (Buttermilk Records/Violent Hippy Records)
- 2007 : Cherries (Australian Cattle God Records/Violent Hippy Records)
- 2009 : Split avec Brothers of the Sonic Cloth (Violent Hippy Records)
- 2013 : 3 Quarters/Quicky/Sacrifice (Violent Hippy Records)